# Super Aguri SA06
La Super Aguri SA06 è un'automobile monoposto sportiva di Formula 1, che gareggiò nel 2006. Venne fatta esordire dalla squadra Super Aguri nel corso della stagione. I piloti che la portarono in pista furono Takuma Satō, Sakon Yamamoto e Franck Montagny.

## La vettura
La scuderia Super Aguri, dopo aver rilevato i telai della Arrows, aveva debuttato nel mondiale con una vettura, la SA05, che era semplicemente un adattamento ai nuovi regolamenti della vecchia monoposto. Nel frattempo, la scuderia lavorava per produrre una vettura che fosse stata progettata in (relativa) autonomia. Il debutto avvenne al Gran Premio di Germania, coincidendo con la promozione di Sakon Yamamoto a secondo pilota titolare, ed il ritorno di Montagny alle funzioni di collaudatore. Il francese svolse anche le funzioni di pilota di riserva, oltre che percorrere i test del venerdì, solo dopo che la squadra ebbe modo di mettere in pista una terza vettura a tal fine (dal Gran Premio di Turchia in avanti).
La nuova vettura presentava diverse novità rispetto al modello precedente, di cui conservava solo il telaio. La base della nuova vettura era il nuovo cambio progettato e realizzato da Super Aguri, intorno a cui si era potuto rivoluzionare il progetto in termini di schema delle sospensioni e sviluppo aerodinamico. La parte elettronica era ancora fornita interamente dalla Honda e la versione definitiva della vettura apparve solo ai box di Hockenheim in occasione del Gran Premio. Sotto il profilo aerodinamico le pance laterali erano del tutto diverse dalle precedenti, più simili a quelle della Renault, e con esse anche le prese d'aria. Anche il posteriore era completamente nuovo: per poter realizzare correttamente lo schema delle sospensioni, il progettista spostò le pinze freni verso l'anteriore. Si stima che la SA06 fosse del 10% più efficiente dal punto di vista aerodinamico, rispetto alla vettura precedente, ed il risparmio complessivo di peso consentiva un uso "strategico" della zavorra in funzione delle esigenze dei diversi tracciati.
La scarsa disponibilità economica non permise alla squadra di effettuare molti test, e di conseguenza anche di introdurre modifiche di rilievo, per il resto della stagione. Alcune modifiche aerodinamiche al muso vennero comunque presentate al Gran Premio di Cina.

## Risultati
(Legenda) (I risultati in Grassetto indicano una pole position; i risultati in Corsivo indicano un giro più veloce)
| Anno | Team                | Motore              | Gomme | Piloti   |  |  |  |  |  |  |  |  |  |  |  |     |     |     |     |    |    |    | Punti | Pos. |
| ---- | ------------------- | ------------------- | ----- | -------- |  |  |  |  |  |  |  |  |  |  |  | --- | --- | --- | --- | -- | -- | -- | ----- | ---- |
| 2006 | Super Aguri F1 Team | Honda RA806E 2.4 V8 | B     | Sato     |  |  |  |  |  |  |  |  |  |  |  | Rit | 13  | NC  | 16  | SQ | 15 | 10 | 0     | 11º  |
| 2006 | Super Aguri F1 Team | Honda RA806E 2.4 V8 | B     | Yamamoto |  |  |  |  |  |  |  |  |  |  |  | Rit | Rit | Rit | Rit | 16 | 17 | 16 | 0     | 11º  |

## Piloti
- Takuma Sato
- Sakon Yamamoto
- Frank Montagny (collaudatore e pilota di riserva)

## Scheda tecnica
- Lunghezza: 4,666 m
- Larghezza: 1,800 m
- Altezza: 0,950 m
- Carreggiata anteriore: 1,472 m
- Carreggiata posteriore: 1,422 m
- Passo: 3,100 m
- Trazione: posteriore
- Cambio: SAF1 in carbonio/alluminio, semi automatico a 7 marce avanti, con controlli elettroidraulici, frizione SACHS
- Freni: a disco Hitco in carbonio
- Motore: Honda RA806E, V8 aspirato, angolo fra le bancate di 90°, oltre 700 CV, cilindrata 2398 cm³, regime di rotazione oltre 19000 giri/min, 4 valvole per cilindro con richiamo pneumatico

I dati sono ricavati dal Comunicato Stampa ufficiale della squadra.